# موش‌صاریغ پشمالو
موش‌صاریغ پشمالو (نام علمی: Micoureus demerarae) نام یک گونه از سرده موش‌صاریغ‌ها است.